# Strina
Strina é um género de escaravelho aquático da família Dryopidae, descrito por Redtenbacher em 1867.

## Espécies
- Strina acuminata, Delève, 1964[2]
- Strina aequalis, Delève, 1964[3]
- Strina aurichalcea, Redtenbacher, 1867[4]
- Strina promontorii, Péringuey, 1892[5]